# Boeing-Stearman Model 75
Stearman (Boeing) Model 75 là một loại máy bay hai tầng cánh, có ít nhất 9.783 chiếc đã được chế tạo tại Hoa Kỳ trong thời gian từ thập niên 1930 đến thập niên 1940, với vai trò như một máy bay huấn luyện quân sự. Stearman trở thành một công ty con của Boeing vào năm 1934. Được biết đến rộng rãi với tên gọi Stearman, Boeing Stearman hay Kaydet, loại máy bay này được sử dụng để huấn luyện sơ cấp cho USAAF, và huấn luyện cơ bản cho USN (NS1 & N2S), và với RCAF với tên gọi Kaydet trong suốt Chiến tranh Thế giới II. Sau chiến tranh, hàng nghìn chiếc dư thừa đã được bán cho thị trường máy bay dân dụng. Ngay những năm sau chiến tranh, loại máy bay này đã trở nên rất thông dụng, chúng được dùng để rải hóa chất và làm máy bay thể thao.

## Thiết kế

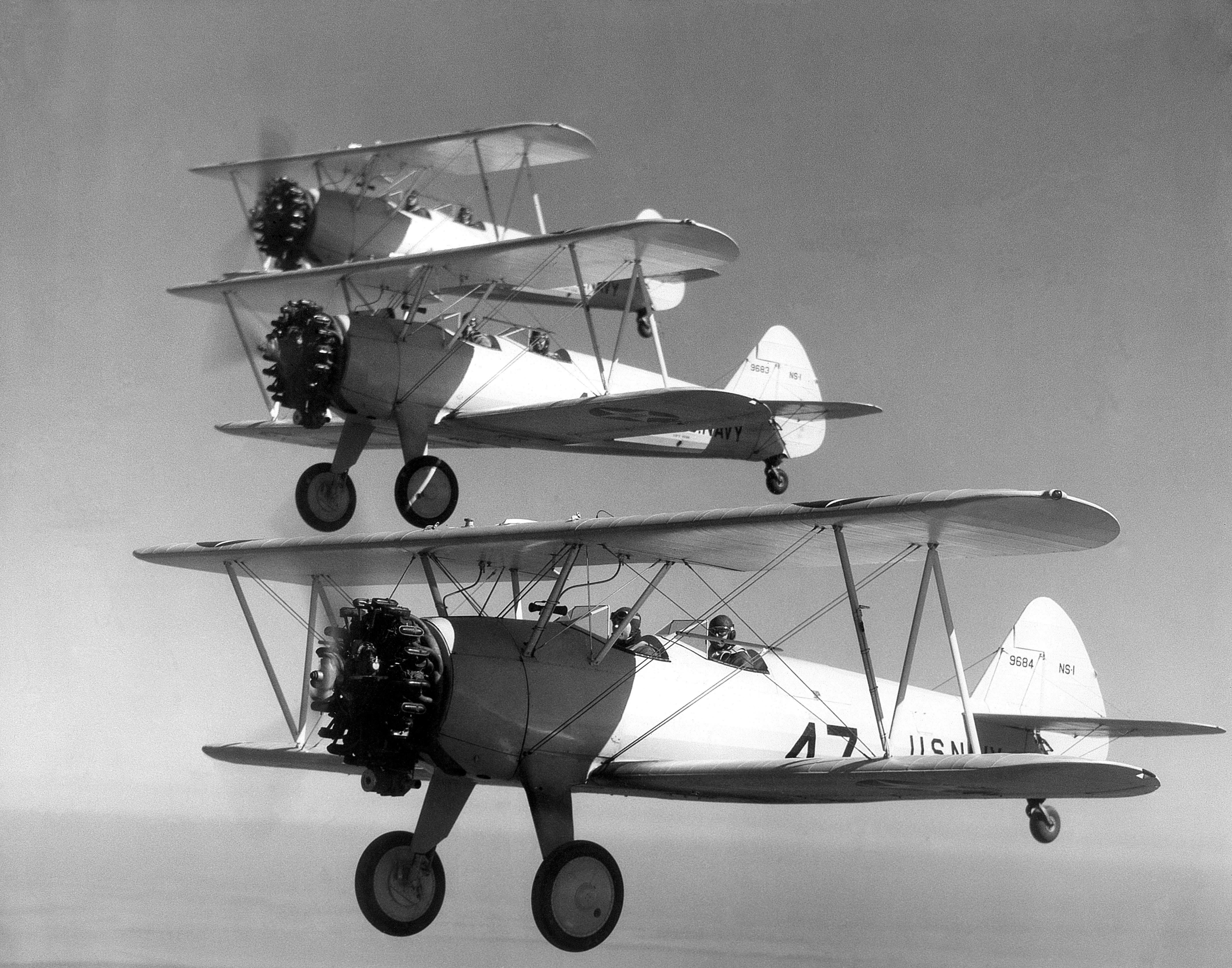
Boeing Stearman NS1, NAS Pensacola Flight School 1936.

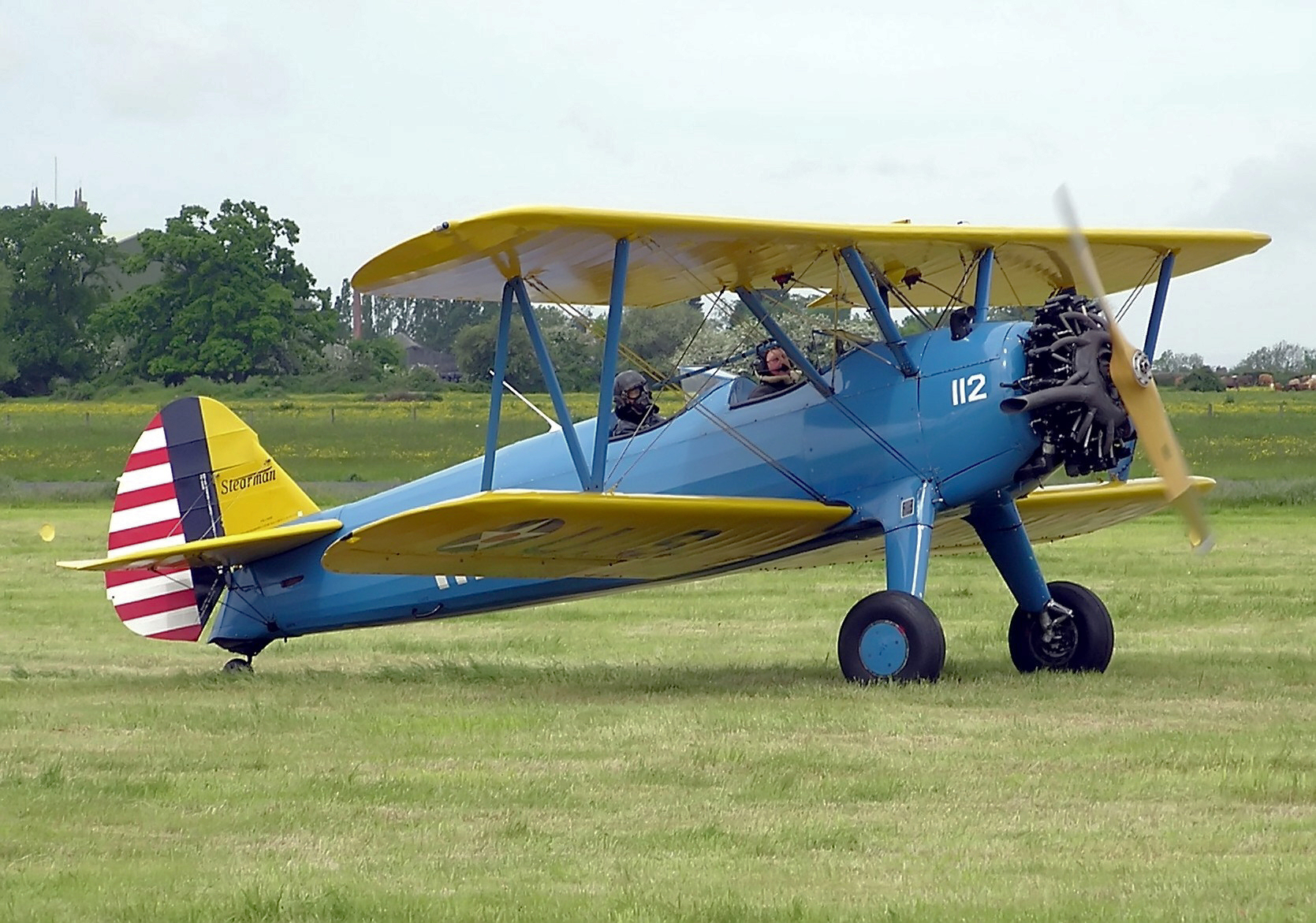
Boeing Stearman E75 (PT-13D) năm 1944

Kaydet là một máy bay hai tầng cánh theo quy ước với cấu trúc lớn và khỏe, bánh đáp ở đuôi cố định, và chỗ cho học viên và giáo viên được bố trí kiểu trước sau. Động cơ không có nắp capô, dù một số người sử dụng Stearman đã chọn loại động cơ có nắp capô, đặc biệt là phần lớn của Phi đội Stearman Nam tước Đỏ.

## Các phiên bản
Những chiếc Kaydet của Không lực Lục quân Hoa Kỳ có 3 tên gọi khác nhau dựa trên việc máy bay sử dụng các loại động cơ khác nhau
- PT-13 với một động cơ Lycoming R-680. 2.141 chiếc được chế tạo với mọi mẫu.[2]
  - PT-13 Mẫu sản xuất ban đầu. Động cơ R-680-B4B. 26 chiếc được chế tạo. Boeing Model 75.
  - PT-13A Động cơ R-680-7. 92 chiếc được giao trong năm 1937-38. Model A-75.
  - PT-13B Động cơ R-680-11. 255 chiếc được giao trong năm 1939-40.
  - PT-13C 6 chiếc PT-13B được sửa đổi.
  - PT-13D PT-13A trang bị động cơ R-680-17. 353 chiếc được chế tạo.
- PT-17 Động cơ Continental R-670-5. 3.519 chiếc được chế tạo
  - PT-17A 18 chiếc PT-17 trang bị thiết bị điều khiển bay khi không không nhìn thấy phía trước.
  - PT-17B 3 chiếc PT-17 trang bị thiết bị để phun thuốc diệt cỏ trong nông nghiệp.
- PT-18 PT-13 động cơ Jacobs R-755, 150 chiếc.
  - PT-18A 6 chiếc PT-18 trang bị thiết bị điều khiển bay khi không không nhìn thấy phía trước.
- PT-27 Canadian PT-17. Tên gọi này được dùng cho 300 chiếc dành cho RCAF.

Hải quân Hoa Kỳ có vài phiên bản riêng, bao gồm
- NS-1 61 chiếc được chế tạo.
- N2S Còn được biết đến là "Yellow Peril" (mối đe dọa màu vàng), do nó được sơn toàn bằng màu vàng.
- N2S-1 Động cơ R-670-14. 250 chiếc được chế tạo.
- N2S-2 Động cơ R-680-8. 125 chiếc được chế tạo.
- N2S-3 Động cơ R-670-4. 1.875 chiếc được chế tạo.
- N2S-4 99 chiếc máy bay của Lục quân Mỹ giao cho Hải quân, cộng với 577 chiếc máy bay mới chuyến cho Hải quân.
- N2S-5 Động cơ R-680-17 engine. 1.450 chiếc được chế tạo.

## Quốc gia sử dụng
Argentina
 Bolivia
 Brasil
 Canada
- Không quân Hoàng gia Canada

 Trung Hoa Dân Quốc
 Colombia
 Cuba
 Cộng hòa Dominica
 Hy Lạp
 Guatemala
 Honduras
 Israel
 México
 Paraguay
 Philippines
- Binh chủng Không quân Lục quân Philippine
- Không quân Philippine

 Hoa Kỳ
- Binh chủng Không quân Lục quân Hoa Kỳ/Không lực Lục quân Hoa Kỳ
- Lính thủy đánh bộ Hoa Kỳ
- Hải quân Hoa Kỳ

 Venezuela

## Những chiếc còn tồn tại
Một số lượng lớn những chiếc Stearman vẫn tiếp tục bay trên toàn thế giới, nó vẫn là một loại máy bay thể thao thông dụng.
- PT-13D (s/n 42-17800) hiện đang trưng bày tại Bảo tàng Không quân Quốc gia Hoa Kỳ tại Dayton, Ohio. Chiếc máy bay này là chiếc cuối cùng được Kaydet sản xuất. Nó Boeing được tặng cho bảo tàng vào năm 1959.[3]

## Thông số kỹ thuật (PT-17)

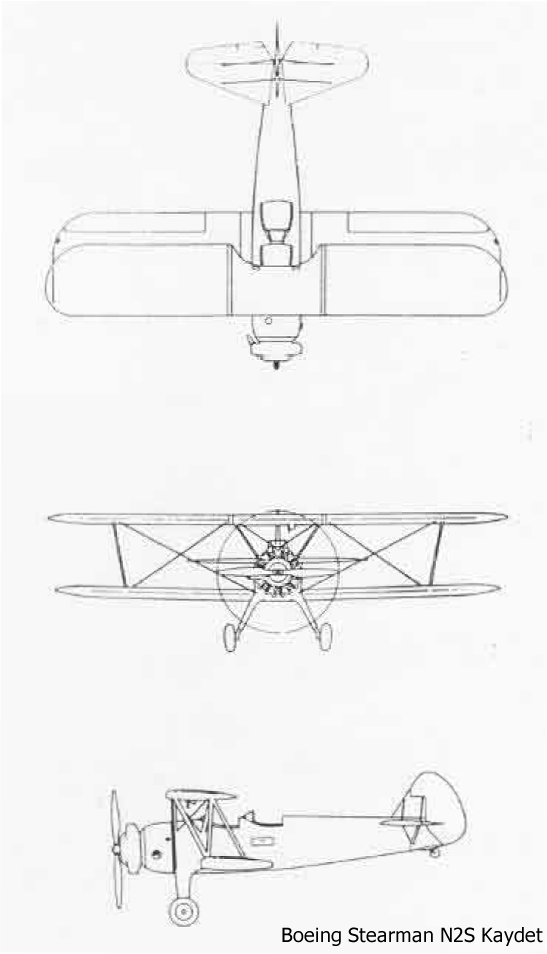
Boeing Stearman N2S Kaydet

### Đặc điểm riêng
- Tổ lái: 2
- Chiều dài: 24 ft 3 in (7.39 m)
- Sải cánh: 32 ft 2 in (9.81 m)
- Chiều cao: 9 ft 2 in (2.79 m)
- Diện tích cánh: n/a
- Trọng lượng rỗng: 1.936 lb (878 kg)
- Trọng lượng cất cánh: 2.717 lb (1.232 kg)
- Trọng lượng cất cánh tối đa: n/a
- Động cơ: 1× Continental R-670-5, 220 hp (164 kW)

### Hiệu suất bay
- Vận tốc cực đại: 124 mph (198 km/h)
- Tầm bay: 505 mi (808 km)
- Trần bay: 11.200 ft (3.415 m)
- Vận tốc lên cao: n/a
- Lực nâng của cánh: n/a
- Lực đẩy/trọng lượng: n/a

### Hình ảnh
- Stearman, Lloyd. Stearmans, You Gotta Love Them. Lap Records, 2005. (NTSC Format)